# Drimys rosea
Drimys rosea är en tvåhjärtbladig växtart som beskrevs av Henry Nicholas Ridley. Drimys rosea ingår i släktet Drimys och familjen Winteraceae. Inga underarter finns listade.